# Вагал
Вага́л (Neocossyphus) — рід горобцеподібних птахів родини дроздових (Turdidae). Представники цього роду мешкають в Африці на південь від Сахари.

## Види
Виділяють два види:
- Вагал білохвостий (Neocossyphus poensis)
- Вагал рудохвостий (Neocossyphus rufus)

Два види, яких раніше відносили до роду Вагал (Neocossyphus), були переведені до відновленого роду Бурий вагал (Stizorhina).

## Етимологія
Наукова назва роду Neocossyphus  походить від сполучення слова дав.-гр. νεος — новий і наукової назви роду Золотокіс (Cossypha).